# Smolarz (województwo lubuskie)
Smolarz – osada w Polsce położona w województwie lubuskim, w powiecie strzelecko-drezdeneckim, w gminie Stare Kurowo.
W latach 1975–1998 miejscowość administracyjnie należała do województwa gorzowskiego.